# محمد سيسيه
محمد سيسيه Mohamed Cisse، من مواليد 10 فبراير 1982، لاعب كرة قدم غيني.
و هو يلعب مع نادي رويال أنتويرب البلجيكي.
و هو يلعب مع منتخب غينيا لكرة القدم.

## وصلات خارجية
- محمد سيسيه على موقع اتحاد تركيا (لاعب) (الإنجليزية)
- محمد سيسيه على موقع قاعدة بيانات كرة القدم.إي يو (الإنجليزية)
- محمد سيسيه على موقع ناشيونال فوتبول تيمز (الإنجليزية)